# Ischnocnema surda
Espèce
Ischnocnema surda  est une espèce d'amphibiens de la famille des Brachycephalidae.

## Répartition
Cette espèce est endémique du Brésil. Elle se rencontre entre 750 et 950 m d'altitude dans la Serra do Espinhaço dans les États de Bahia et du Minas Gerais.

## Publication originale
- Canedo, Pimenta, Leite & Caramaschi, 2010 : New species of Ischnocnema (Anura: Brachycephalidae) from the state of Minas Gerais, southeastern Brazil, with comments on the I. verrucosa species series. Copeia, vol. 2010, no 4, p. 629-634.